# Тук-тук (журнал)
«Тук-тук» — ілюстрований місячник для дітей молодшого віку, орган Центрального бюро комуністичного дитячого руху та Наркомосвіти; виходив у Харкові 1929-35. У 1935 році журнал об'єднано з журналом «Жовтеня».
Одним із ілюстраторів журналу був Бондарович Анатолій Мартинович.